# Forcipulatacea
De Forcipulatacea zijn een superorde van stekelhuidigen uit de klasse van de zeesterren (Asteroidea).

## Orden
- Brisingida Fisher, 1928
- Forcipulatida Perrier, 1884

## Familieincertae sedis
- Paulasteriidae Mah et al. 2015